# Dátis Anzevaci
Dátis Anzevaci (em grego clássico: Δάτις; em persa médio: Dād; em armênio: Դատ; romaniz.: Dat) foi um nobre armênio (nacarar) do século V da família Anzevaci, ativo durante o reinado do xainxá Isdigerdes II (r. 438–457).

## Nome
Dátis (Δάτις), Dácio (Δάτιος, Dátios), Dados (Δάδοι, Dádoi) ou Dadoes (Δαδόης, Dadóēs) são as formas helenizadas do persa antigo Datia (*Dātiya-), que por sua vez foi registrado em persa médio como Dade (Dād) e armênio como Date (Դատ, Dat), que pode ter surgido da forma não atestada *Dadi. Derivam todos do avéstico data-, "dado, criado por".

## Contexto

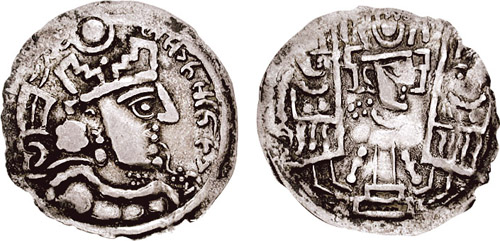
Dracma de r.

Em 428, os nacarares da Armênia peticionaram ao xainxá Vararanes V (r. 420–438) para que destronasse o rei Artaxias IV (r. 422–428) e abolisse a dinastia arsácida. Para governar o país, Vemir-Sapor foi nomeado como marzobã e Vaanes II foi designado à tenência real. Vemir-Sapor morreu em 442, após uma administração considerada justa e liberal, na qual conseguiu manter a ordem sem ferir o sentimento nacional de frente. Vasaces I substituiu-o como marzobã. Vararanes permitiu a manutenção do cristianismo, enquanto procurava acabar com a influência do Império Bizantino sobre a Igreja da Armênia ao anexá-la à Igreja do Oriente. Contudo, seu filho e sucessor, Isdigerdes II (r. 438–457), era um pietista masdeísta e se comprometeu a impor o masdeísmo na Armênia.

## Vida
A parentela de Dátis é desconhecida, exceto que pertencia à família Anzevaci. No rescaldo da revolta conduzida por Vardanes II contra Isdigerdes (450–451), cuja família de Dátis participou ao lado dos rebeldes, esteve entre os nobres capturados pelo iranianos e levados à corte de Ctesifonte. Os armênios que foram ao Oriente permaneceram em cativeiro na Hircânia até 455, quando receberam permissão para retornar.